# كون موراي
كون موراي (بالإنجليزية: Con Murray)‏ هو مدرب كرة قدم ولاعب كرة قدم بريطاني، ولد في 8 مايو 1932. لعب مع نادي دمبرتون.